# پرتلندایت
پرتلندایت (به انگلیسی: Portlandite) یک ماده اکسید معدنی است. این ماده شکل طبیعی هیدروکسید کلسیم (Ca (OH) 2) و آنالوگ کلسیم بروسیت (Mg (OH) 2) است.

## شکل‌گیری
پرتلندایت در محیط‌های مختلفی به وجود می‌آید. در مناطقی که از لحاظ زمین‌شناسی شبیه ایرلند شمالی می‌باشند به عنوان تغییر سنگهای کلسیم سیلیکات توسط دگردیسی تماس لارنیت - اسپوریت (به انگلیسی:larnite–spurrite) تشکیل می‌شود. به صورت رسوبات فومارول در منطقه وسوویوس (به انگلیسی: وزوو) به وجود می‌آید. در Jebel Awq (به انگلیسی: Jebel Awq)، عمان به عنوان رسوب از چشمه قلیایی که از بستر اولترامافیک (به انگلیسی: سنگ فرامافیک) ناشی می‌شود، شکل می‌گیرد. در حوضه ذغال سنگ چلیابینسک روسیه (به انگلیسی: چلیابینسک) با احتراق درزهای زغال سنگ و به همین ترتیب با احتراق خود به خود قیر در سازند هاتوریم (به انگلیسی: Hatrurim Formation)، از کویر نگ (به انگلیسی: صحرای نگب) در اسرائیل و منطقه ماکارین (به انگلیسی:Maqarin area)، اردن به وجود می‌آید. همچنین در منطقه معدن منگنز کورومان، استان کیپ آفریقای جنوبی (به انگلیسی: Kuruman، استان دماغه، آفریقای جنوبی)، در صحرای کلاهاری (به انگلیسی: بیابان کالاهاری)به وجود می‌آید که در آنجا کریستال‌ها و توده‌های بزرگی شکل می‌گیرد.
این در ارتباط با afwillite، کلسیت، larnite , spurrite، هالیت، brownmillerite , hydrocalumite , mayenite و اترینگایت به وجود می‌آید.
نخستین بار در سال ۱۹۳۳ برای تشکیل در اسکوت هیل، لارن، ایالت آنتریم، ایرلند شمالی مورد بررسی قرار گرفت و پرتلندایت نامگذاری شد زیرا هیدروکسید کلسیم شیمیایی محصول هیدرولیزمعمولی سیمان پرتلند است.